# Conegliano

Lage der Gemeinde in der Provinz Treviso

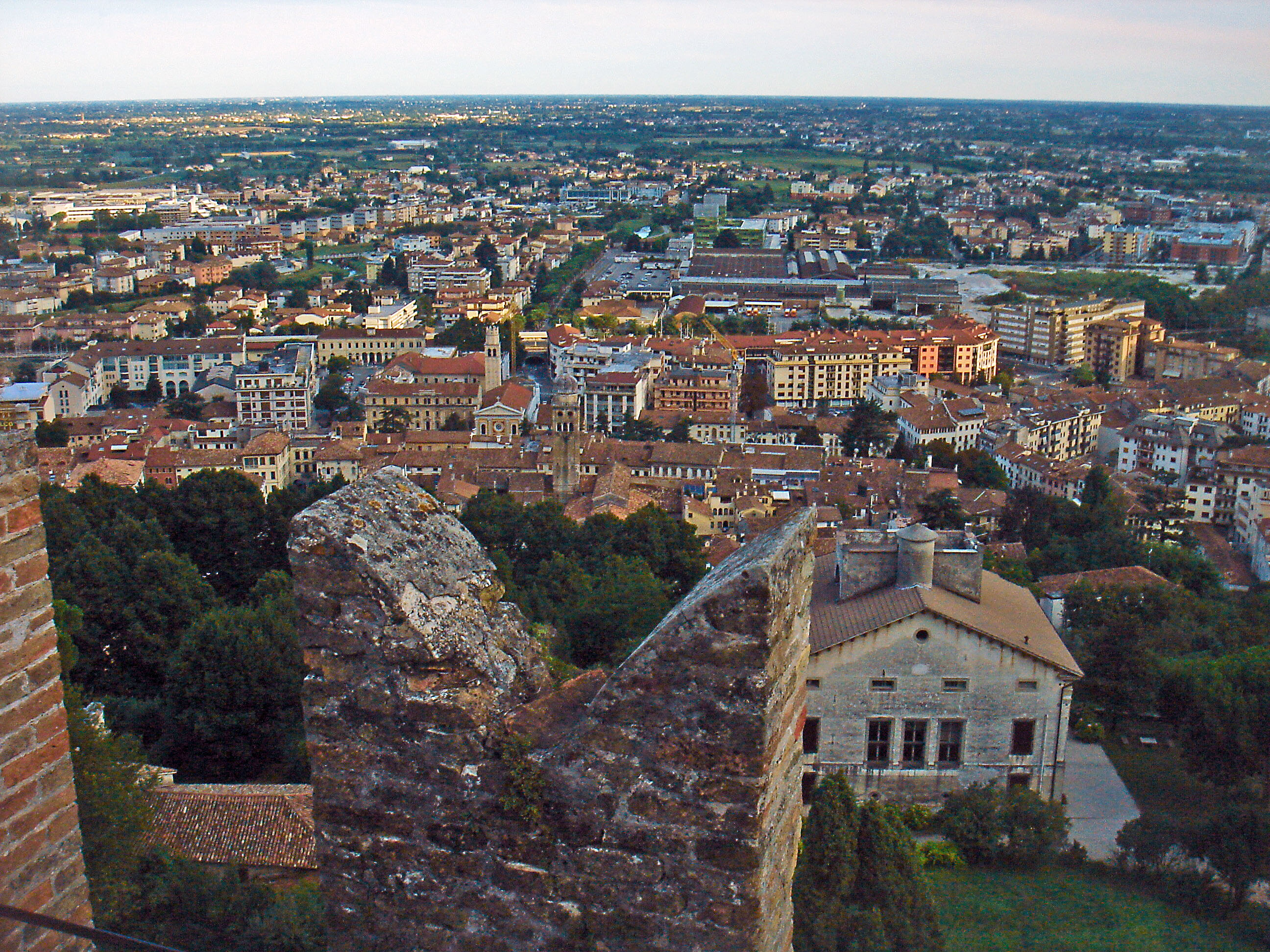
Blick vom Kastell auf die Stadt

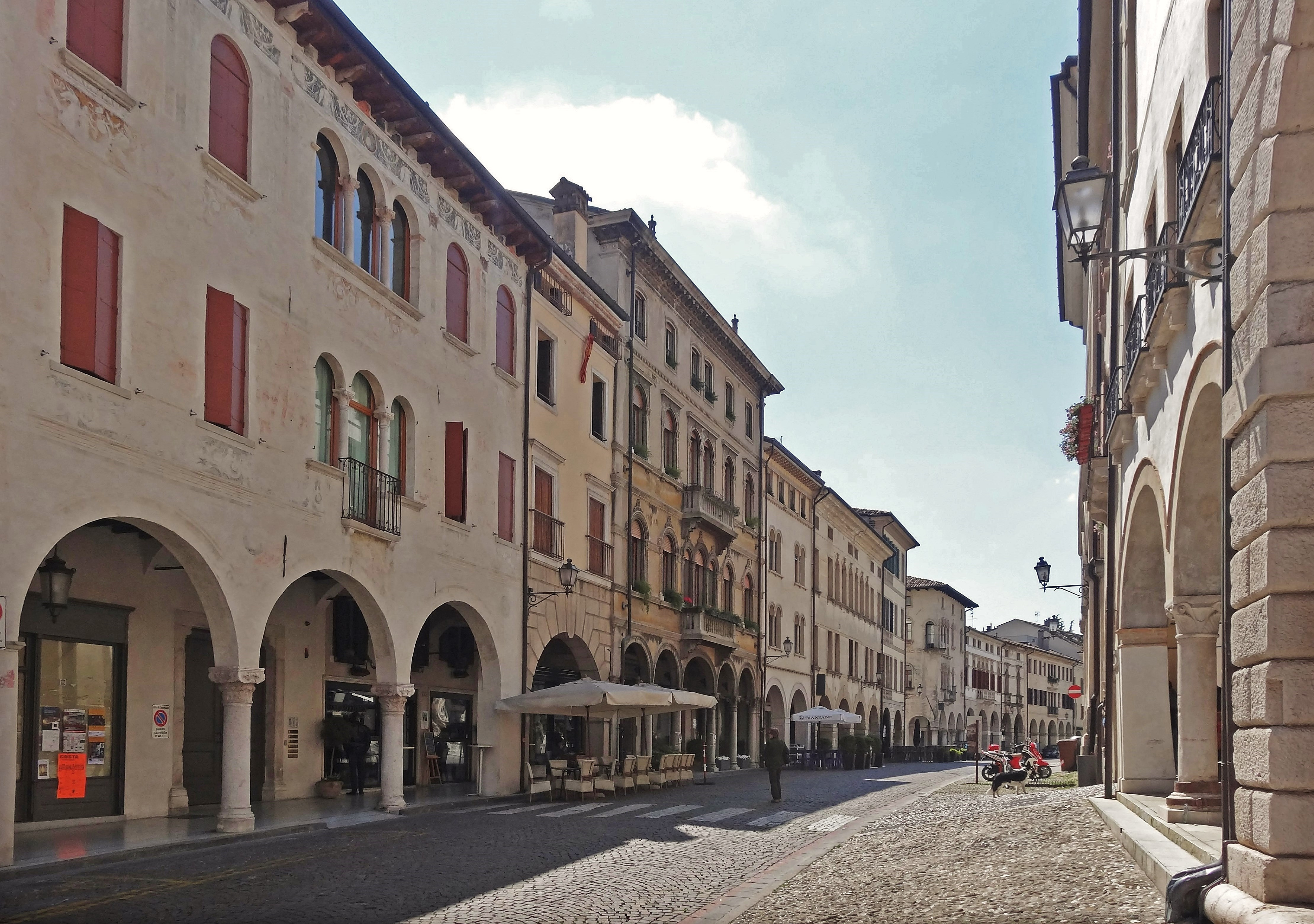
Die Via XX Settembre

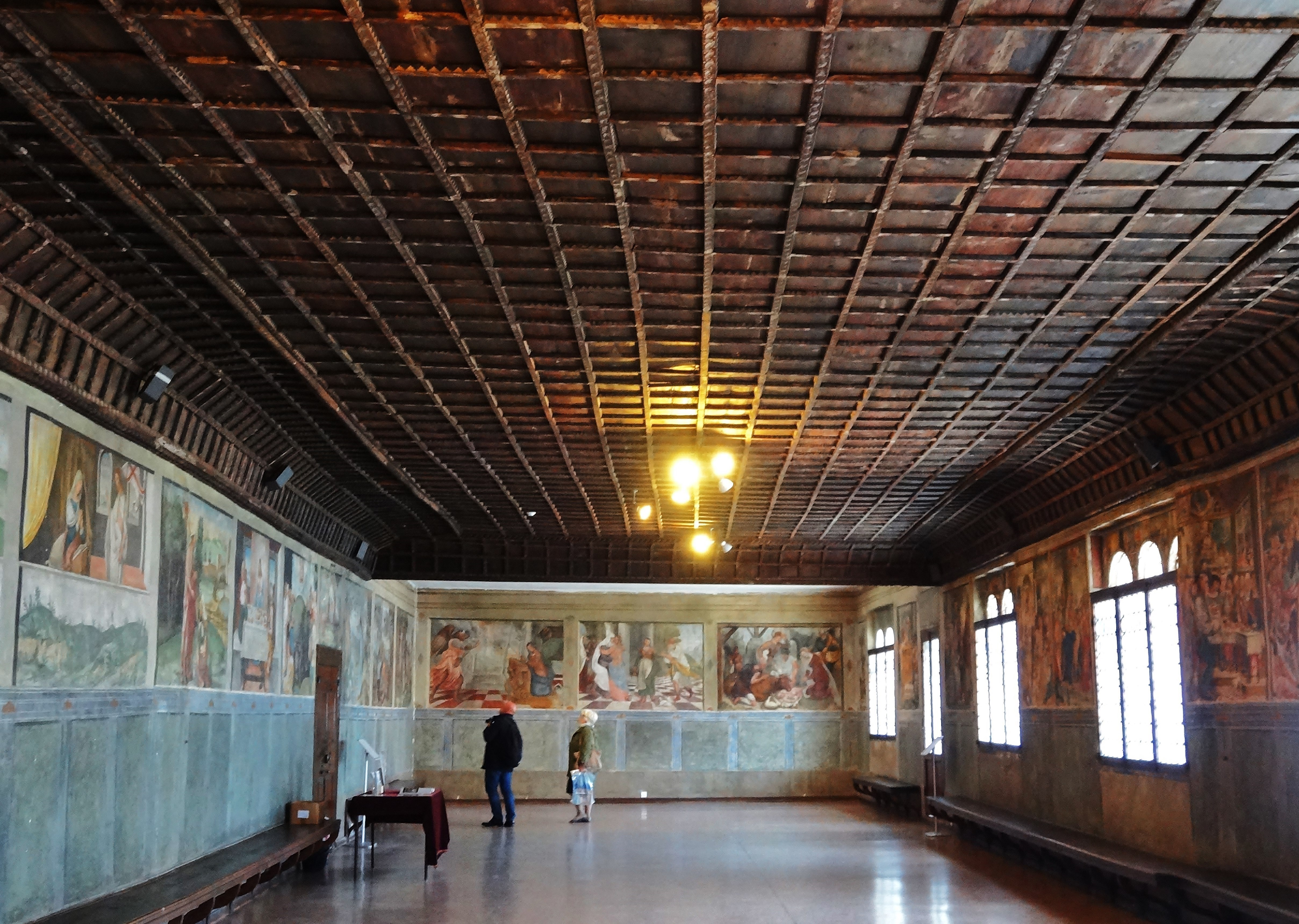
Die Sala dei Battuti

Conegliano (auf  venezianisch: Conejàn) ist eine Gemeinde mit 34.471 Einwohnern (Stand 31. Dezember 2023) zu Füßen der Colli Veneti am Fluss Monticano in der Provinz Treviso. Zusammen mit Valdobbiadene bildet es die Heimat des Prosecco und beherbergt die traditionsreiche Weinbauschule von Conegliano. Conegliano ist Ausgangspunkt der „Prosecco-Straße“, die über die Dörfer des Quartier di Piave bis nach Valdobbiadene führt.

## Geschichte
Die Stadtgründung geht auf wohlhabende Venezianer zurück, die sich in der Hügellandschaft Sommerresidenzen errichteten. Ab dem 12. Jahrhundert entstand im Norden der Stadt das Kastell, von dem nur mehr Reste bestehen. Im ehemaligen Wachtturm ist heute das Museo Civico untergebracht.

## Sehenswürdigkeiten

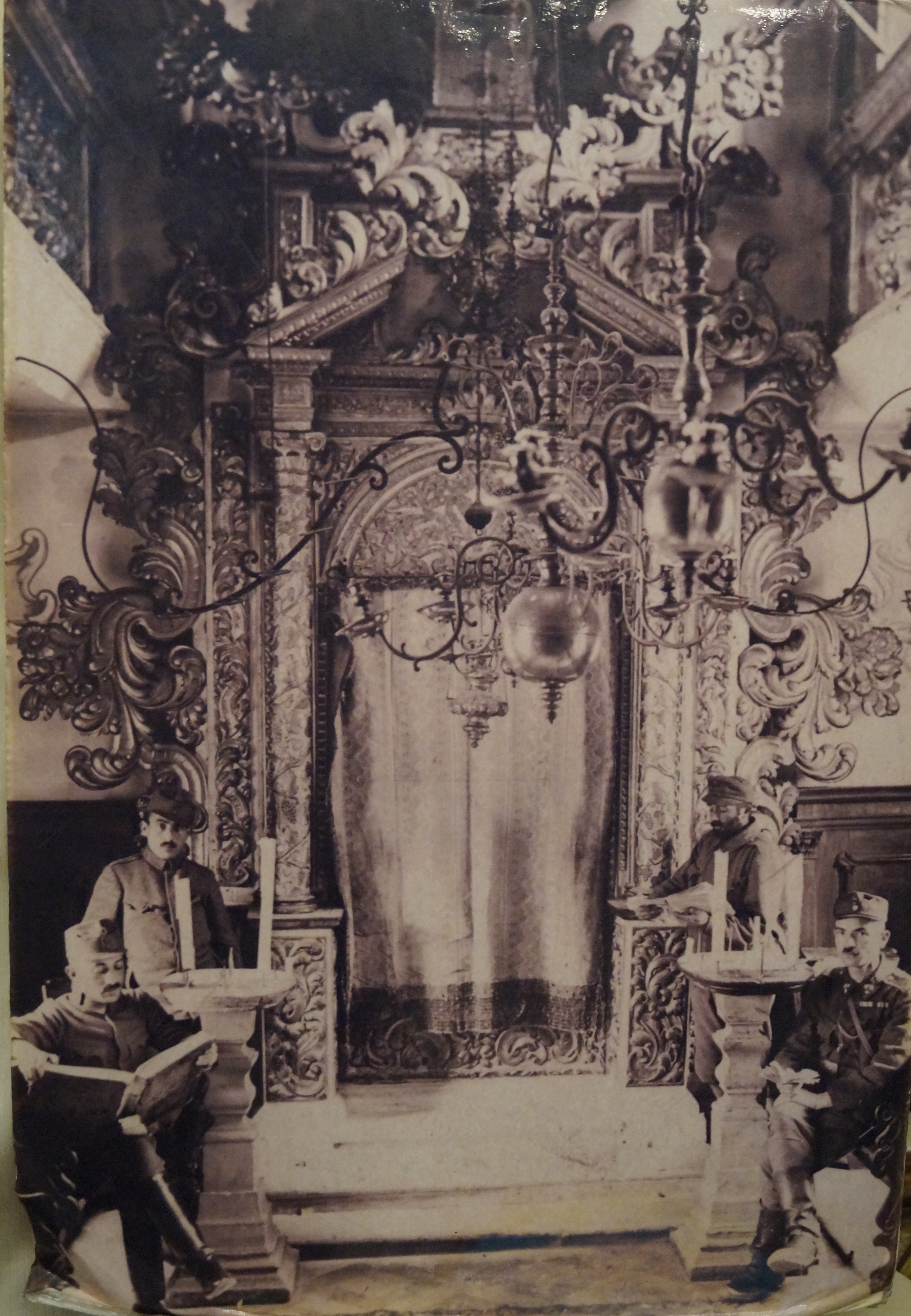
K. und k. Soldaten in Coneglianos Synagoge, 1917

„Contrada Granda“ ist die traditionelle Bezeichnung der Hauptstraße im historischen Zentrum von Conegliano. Sie führt von der Via XX Settembre über die Piazza Cima zur Via Beato Marco Ongaro. Neben zahlreichen Palästen finden sich hier der Dom und die Scuola dei Battuti.

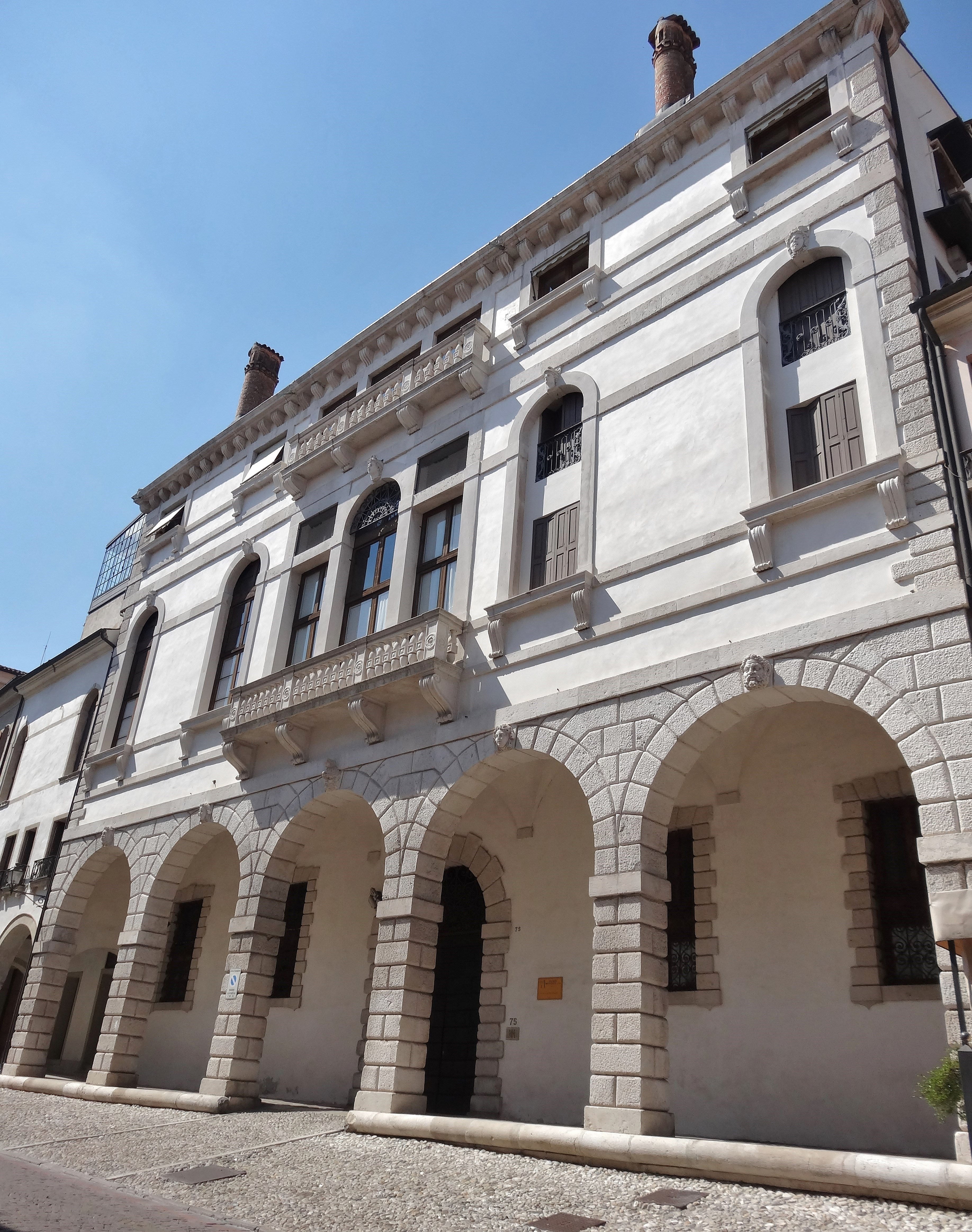
Palazzo Montalban vecchio
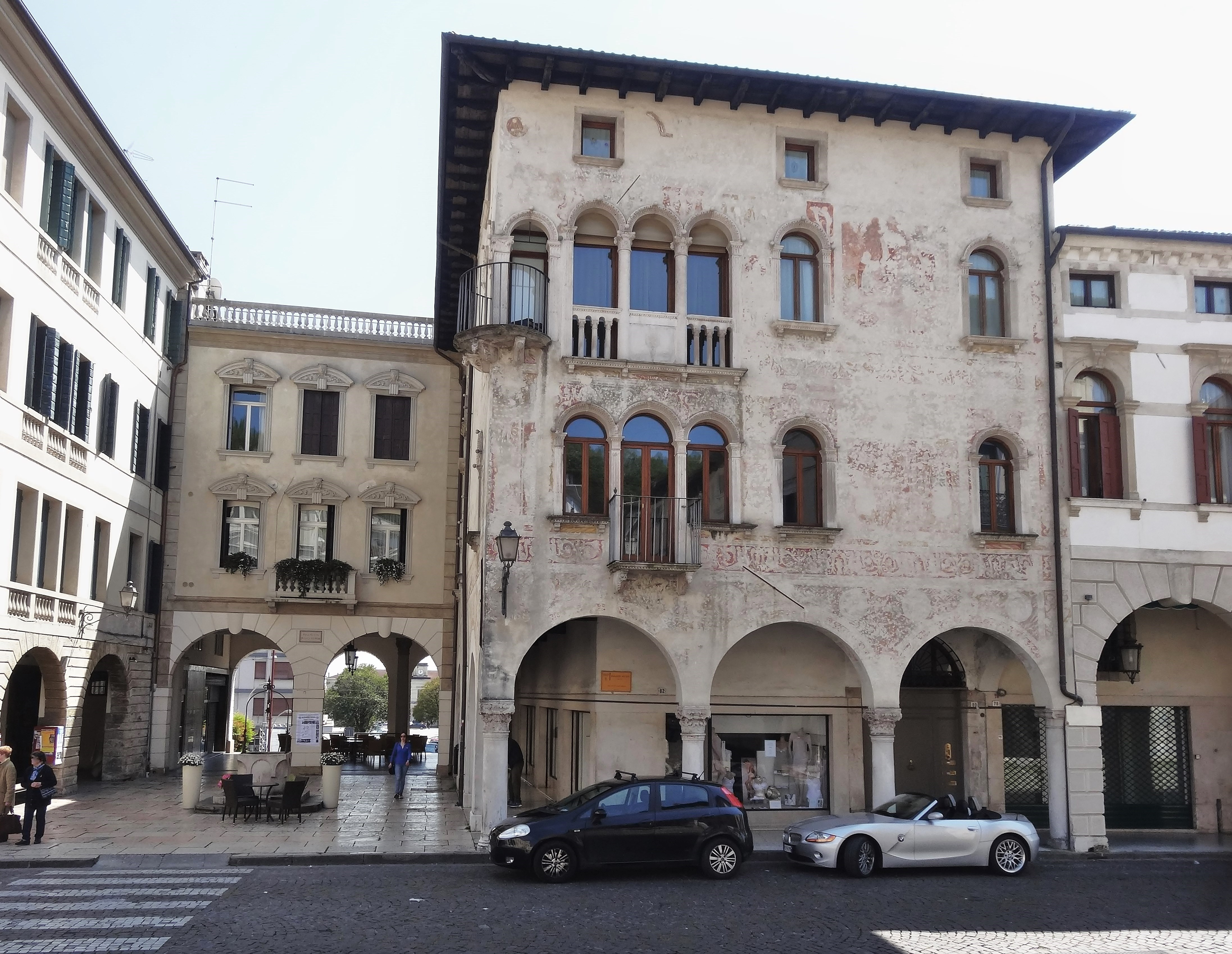
Palazzo Piutti, historischer Sitz der öffentlichen Schule
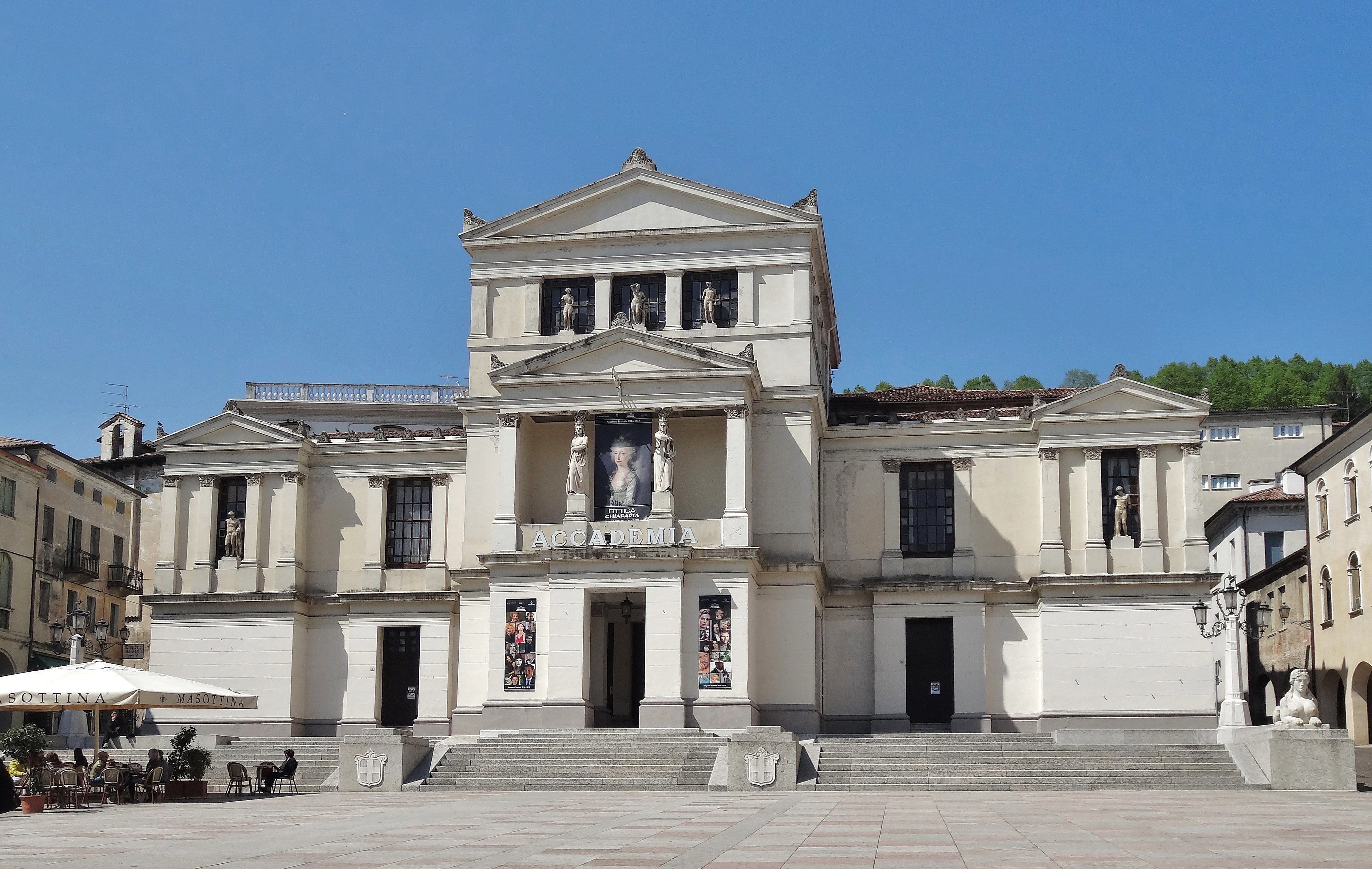
Piazza Cima mit Teatro Accademia
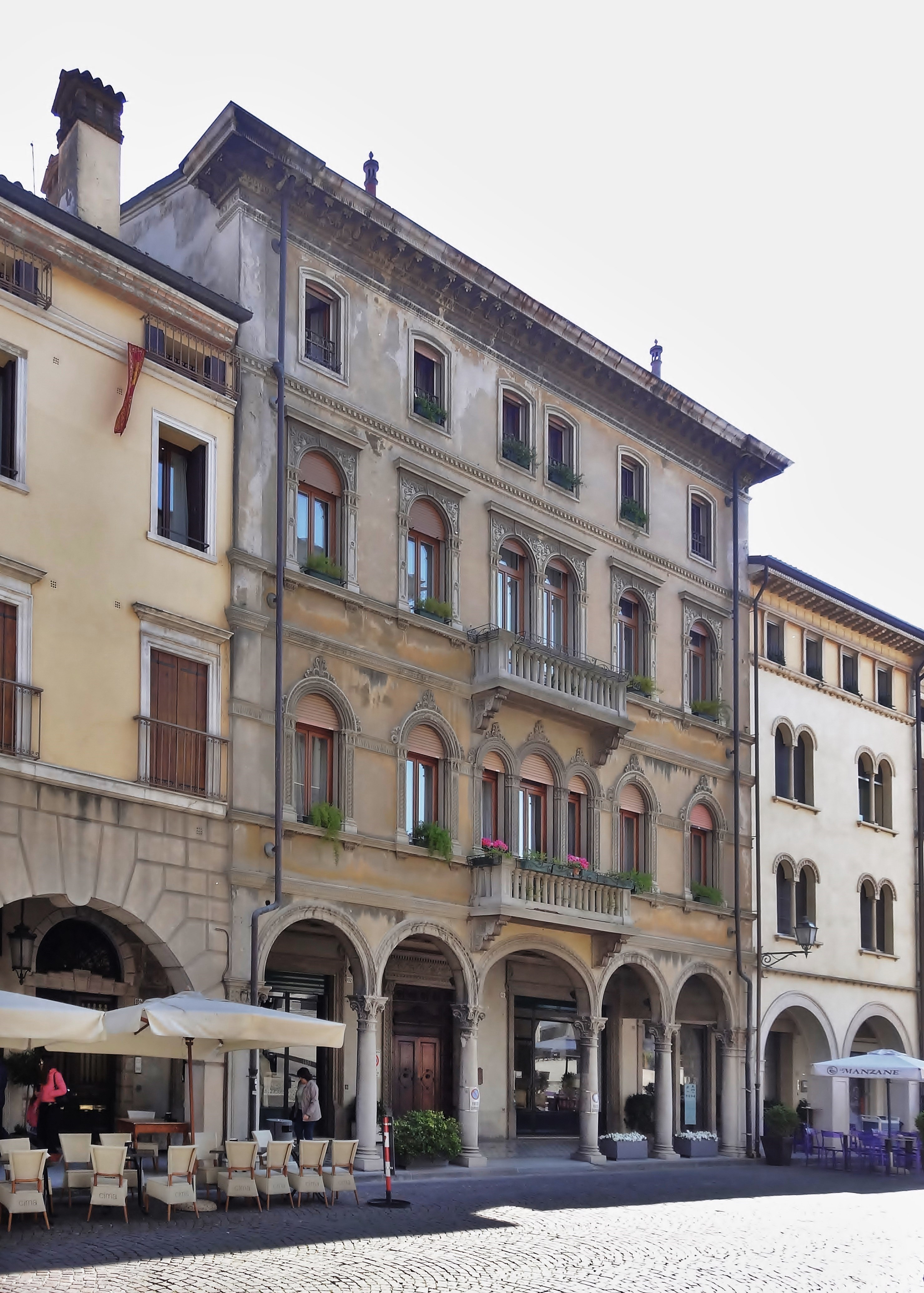
Teilansicht der Contrada Granda
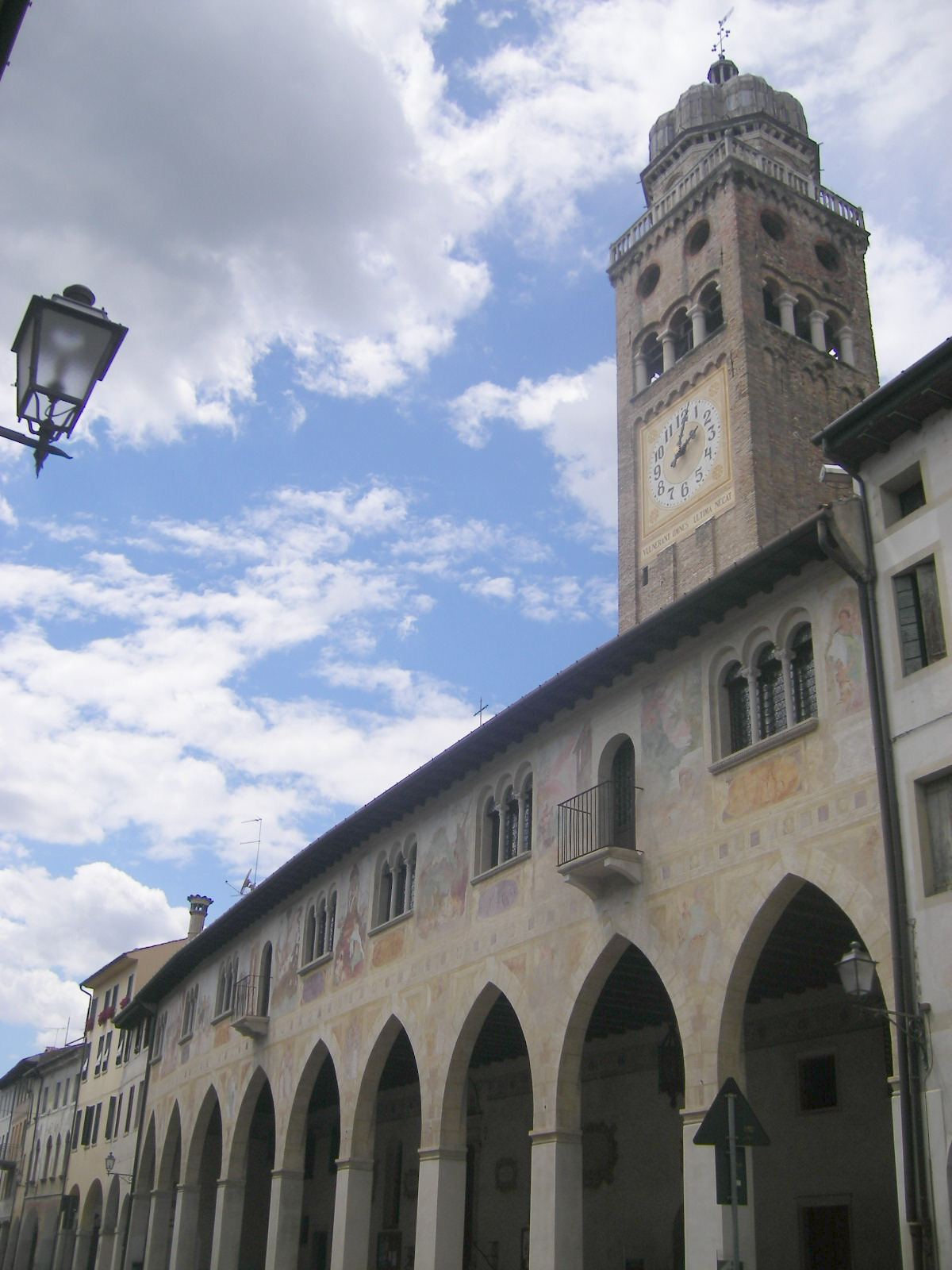
Die Scuola dei Battuti, dahinter der Turm des Domes

Die Scuola dei Battuti ist zwischen die Palazzi der Contrada eingefügt. Die Fassade fällt durch neun spitzbogige Pfeilerarkaden sowie die biblische Gestalten und Szenen darstellenden Fresken von Pozzoserrato (1593) auf. Im Obergeschoss befindet sich die Sala dei Battuti mit Freskenzyklen von Francesco da Milano (1511) und Pozzoserrato (Ende des 16. Jahrhunderts).

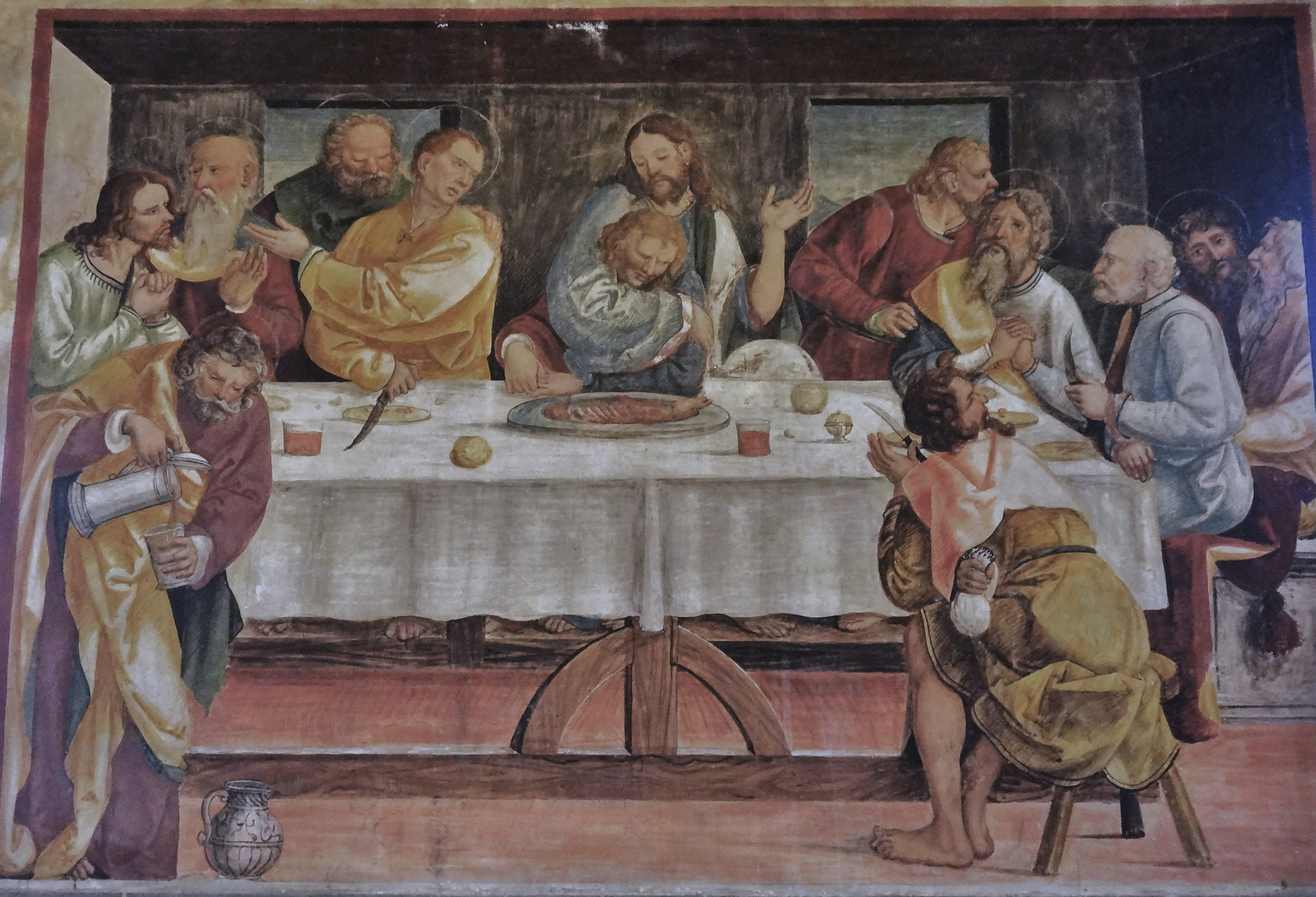
Francesco da Milano, das letzte Abendmahl
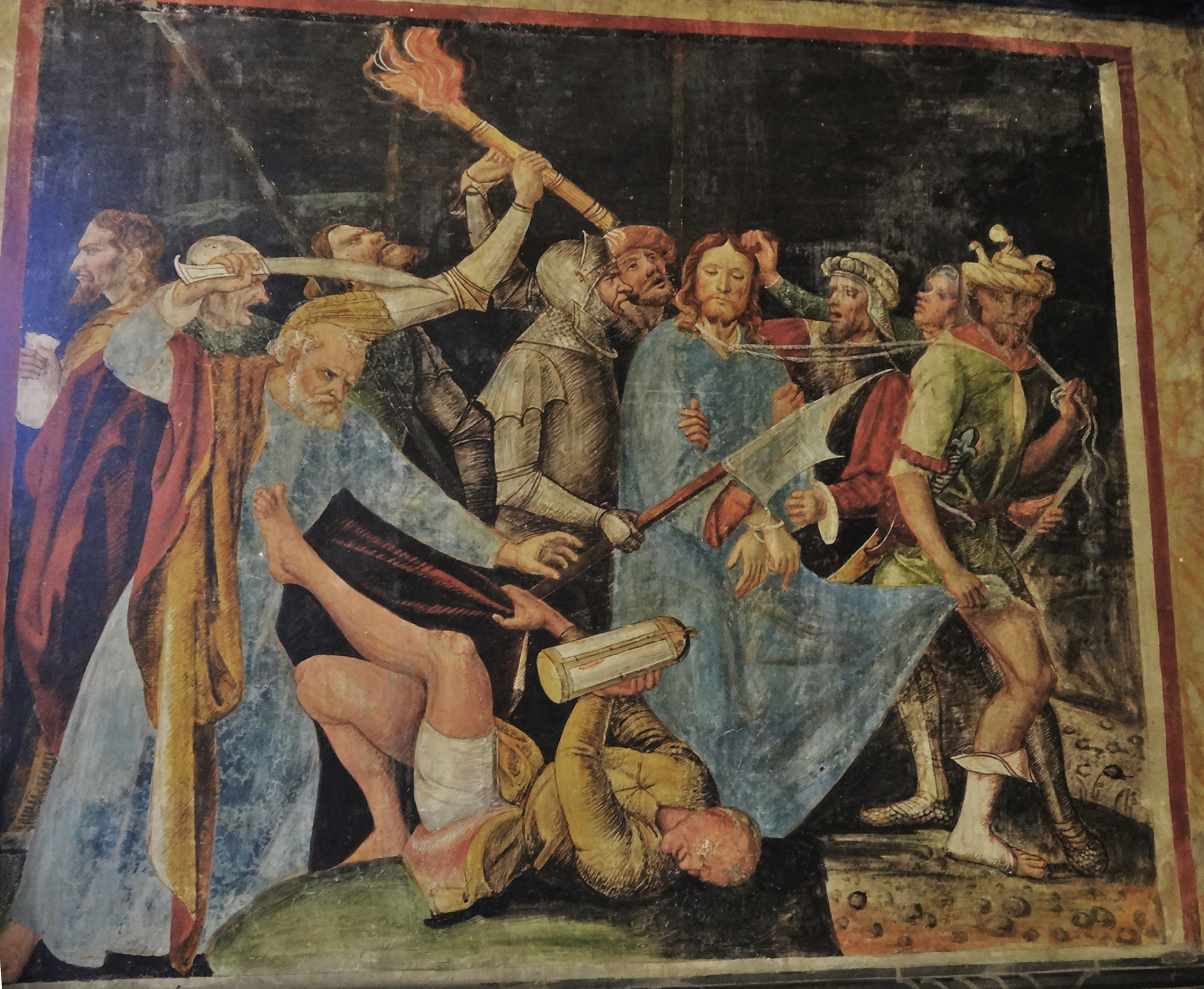
Francesco da Milano, die Gefangennahme Jesu
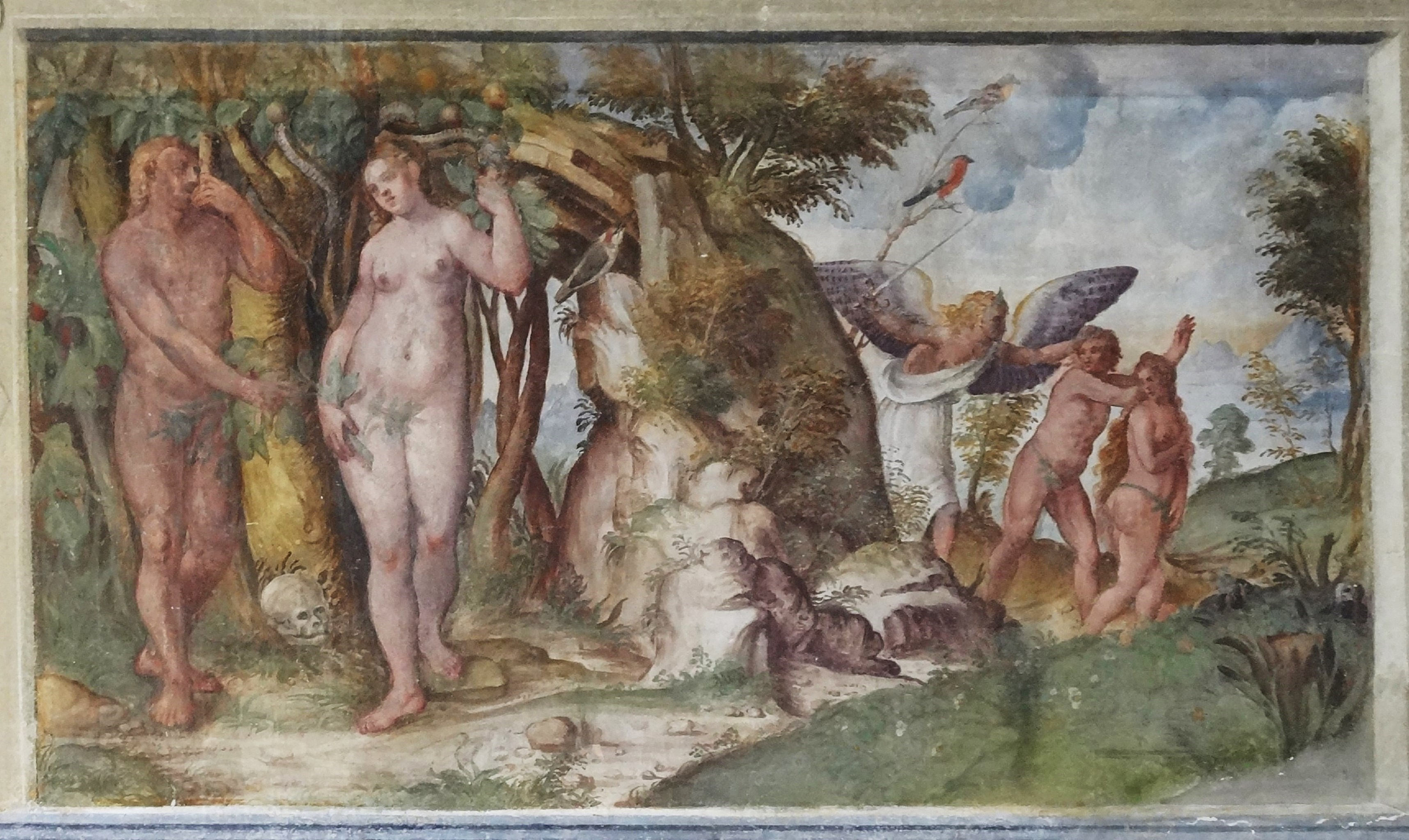
Pozzoserrato, der Sündenfall
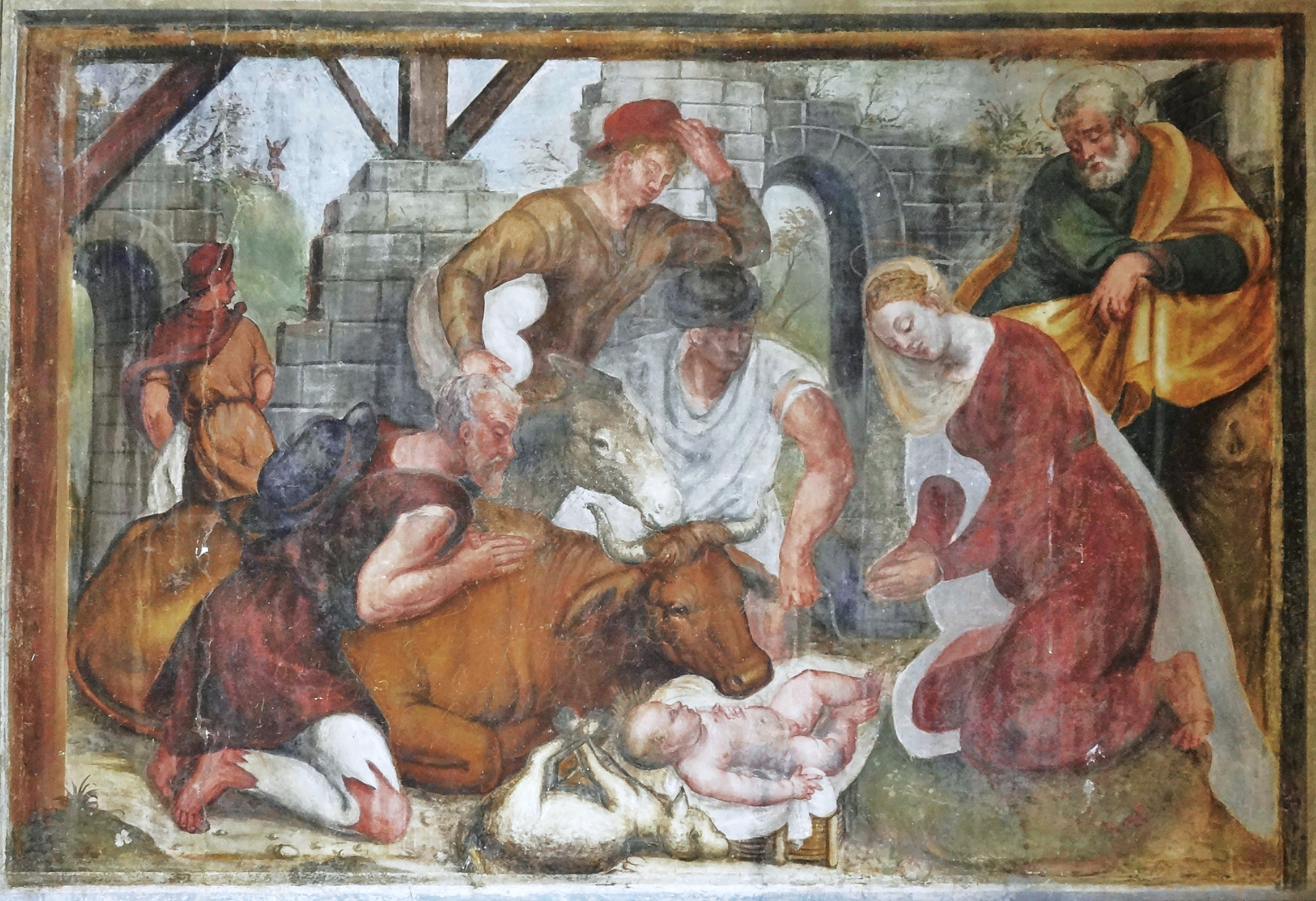
Pozzoserrato, die Anbetung der Hirten

Der dreischiffige Dom steht unmittelbar hinter der Scuola. Das Eingangsportal ist unter den Arkaden zu finden.
Ebenfalls in der historischen Altstadt, in der Via Cima unweit des Domes steht die Casa museo di Giovanni Battista Cima, das ehemalige Wohnhaus des Malers Cima da Conegliano, ein Renaissancebau. Das Museo degli Alpini widmet sich der Geschichte der italienischen Gebirgsjäger.

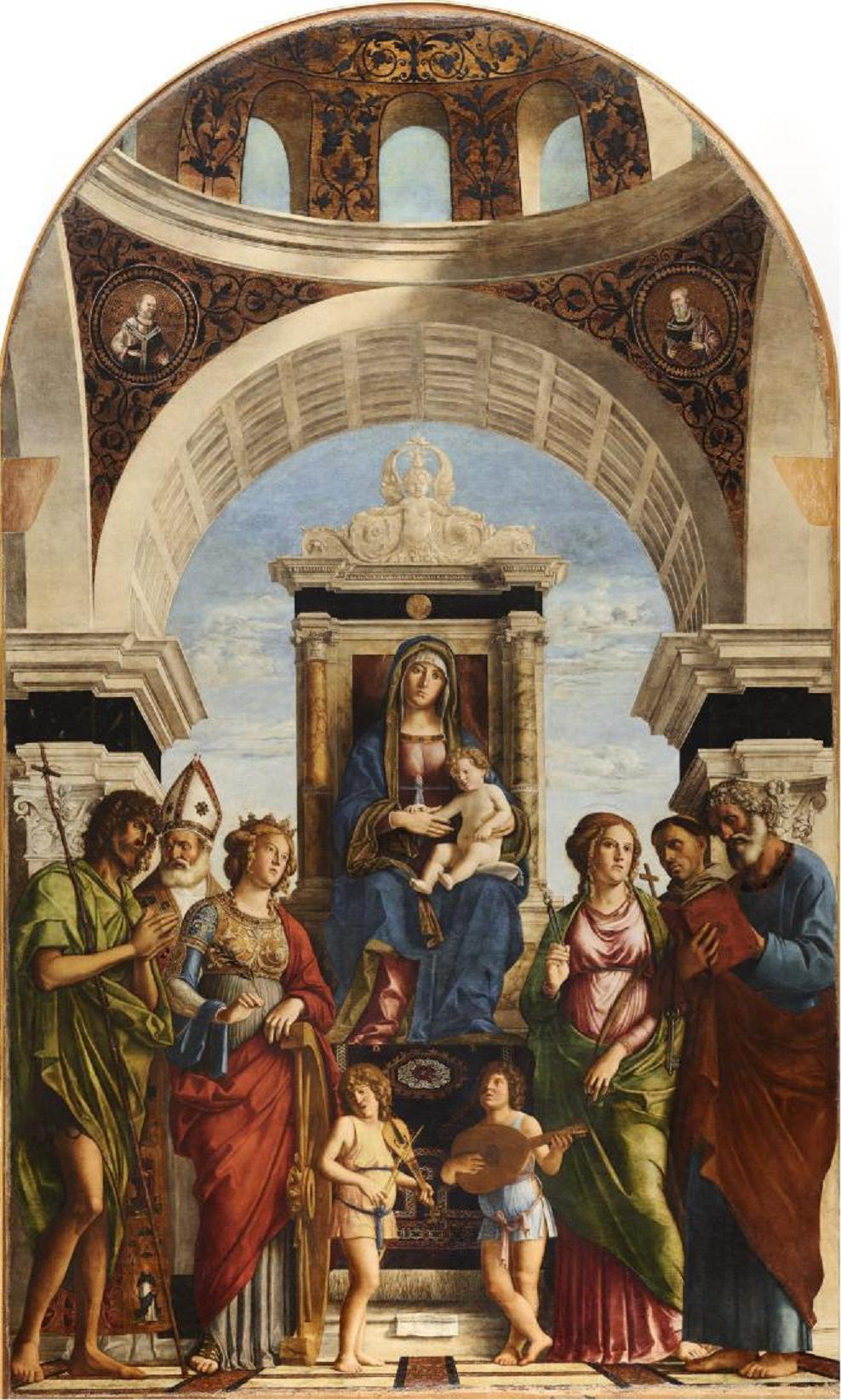
Sacra Conversazione, Tafelbild von Cima da Conegliano im Dom
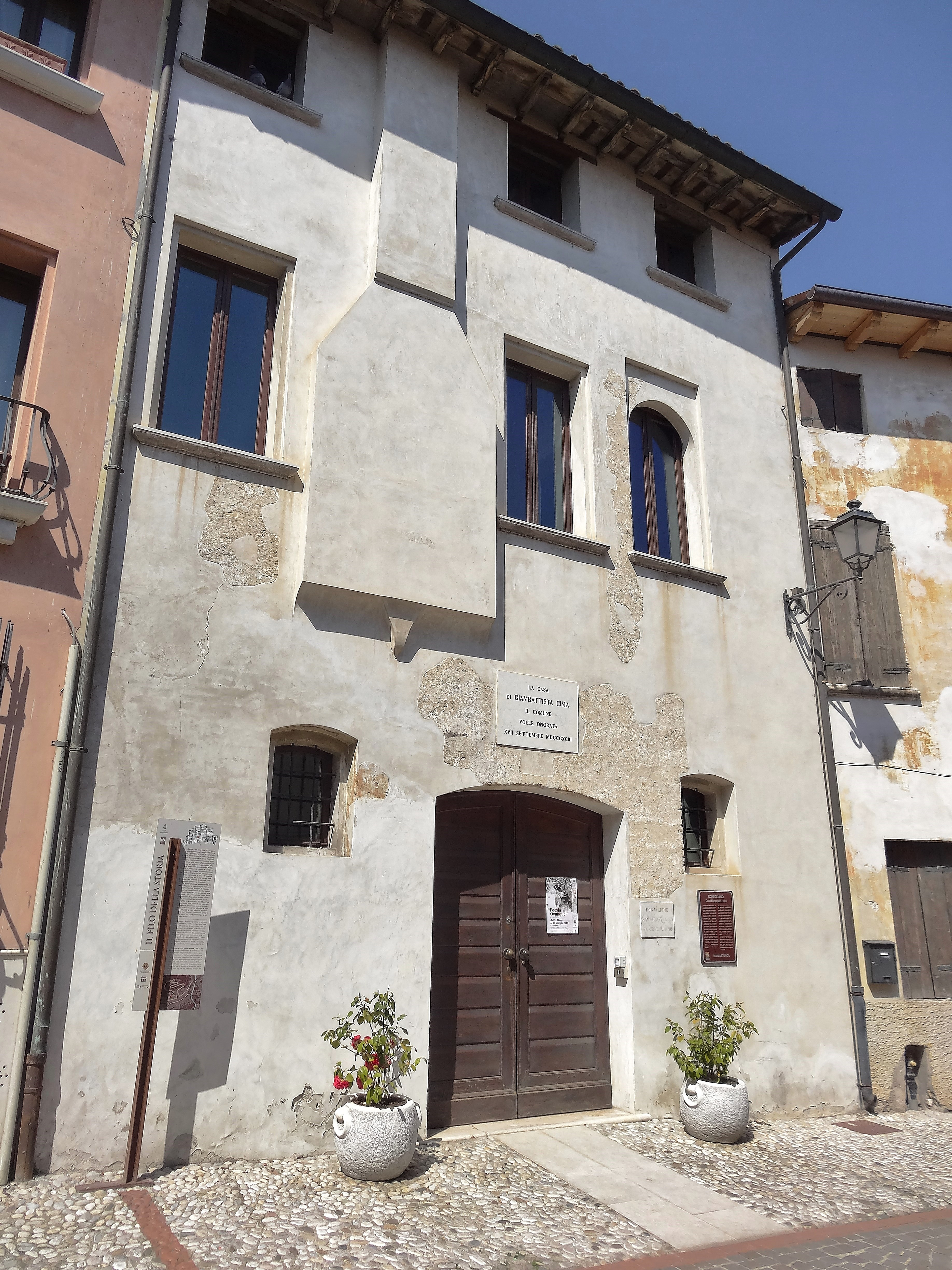
Die Casa museo di Giovanni Battista Cima
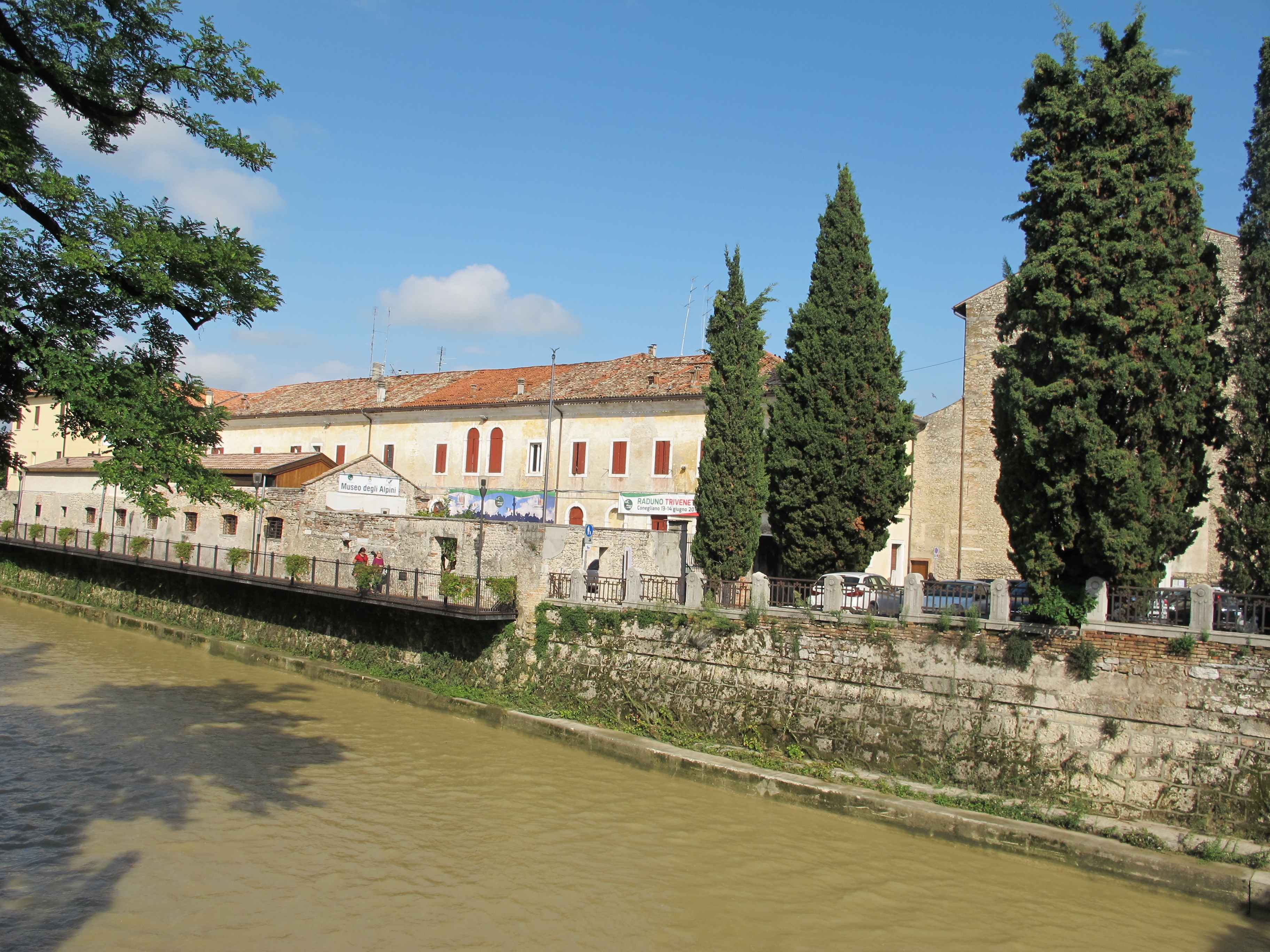
Museo degli Alpini

### Synagoge von 1719
Mörderischer Verfolgung in Süddeutsch- und dem Rheinland entronnene aschkenasische Juden erhielten 1398 als erste ihrer Religionsgemeinschaft Aufenthaltstitel für Conegliano, italienische Juden zogen bald hinzu und stellten schließlich die Mehrheit. Die Synagogengemeinde wechselte vom aschkenasischen (also deutschen) zum italienischen Gebetsbrauch. Im Jahre 1637 ließ die Republik Venedig die Juden Coneglianos in ein Ghetto zwingen und jeweils nachts einschließen, wo dann eine neue Synagoge entstand, die 1701–1719 errichtet wurde. Berühmt war die Gemeinde für ihre Jeschivah, als deren Rosch Rabbi Nathan Ottolengo (dessen Name auf die Herkunft seiner Familie aus Ettlingen verweist) wirkte. Aus Anlass seines Todes wurde 1652 ihm zu Gedenken ein Torahschrein gestiftet, der als Teil des synagogalen Inventars bis heute besteht.

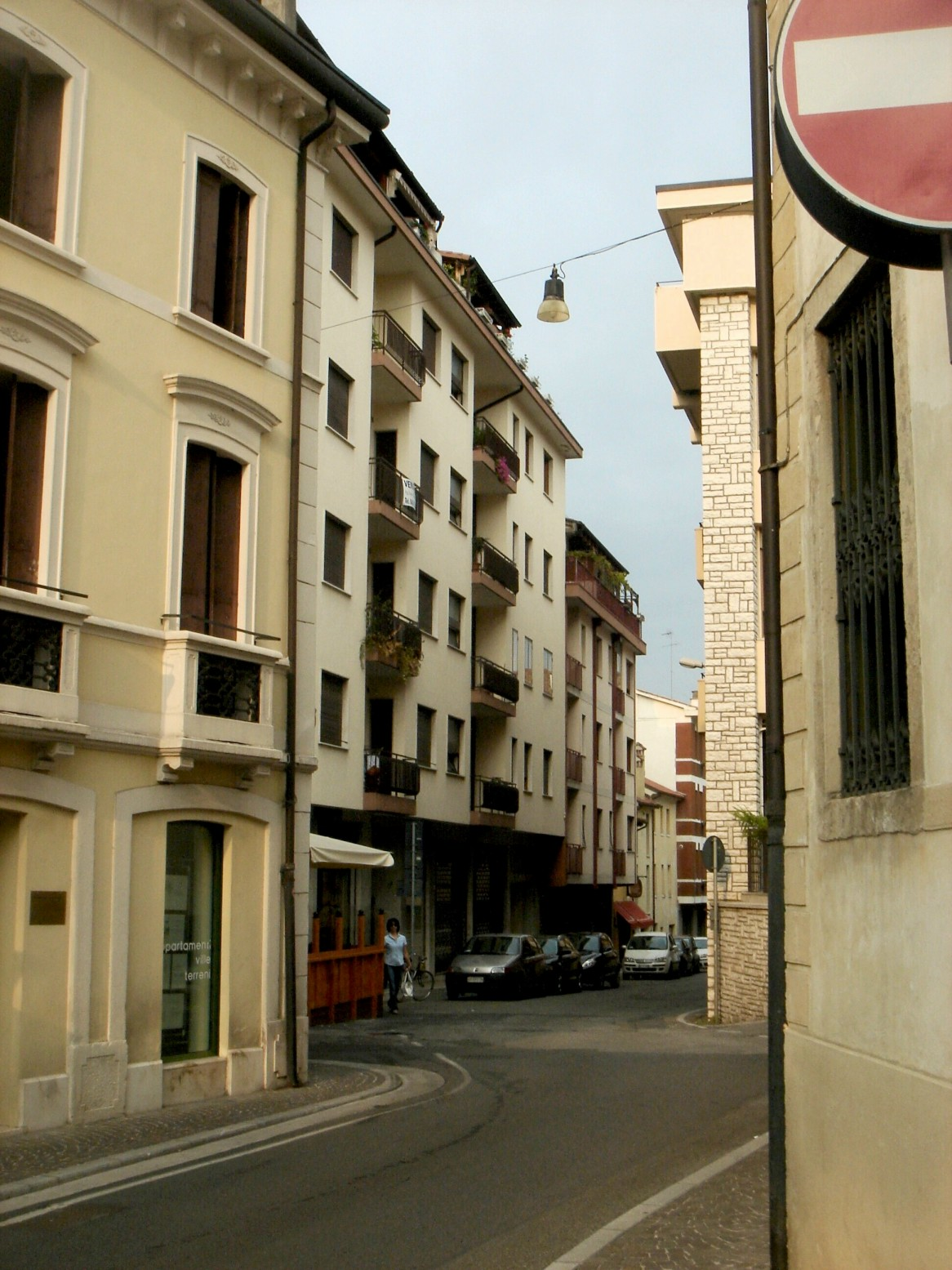
2009: Via Caronelli mit Nachfolgebau (unter dem Dach mit durchgehendem Balkon) der abgerissenen Synagoge

Viele Juden Italiens, die in kleineren Orten lebten, hatten nach ihrer Emanzipation 1861 im Zuge der Arbeitsmigration und Binnenwanderung des 19. Jahrhunderts ihre Heimat verlassen, so auch Conegliano. Um 1900 war die Synagoge verwaist, letztmals feierten dort Soldaten aus Österreich-Ungarns Heer im Ersten Weltkrieg während der Piaveschlachten im Tischri (September / Oktober) 1918 Schabbat und Jom Kippur, begleitet vom k. und k. Feldrabbiner Harry Deutsch, bevor der Bau weiter verfiel.
Die 1945 gegründete Synagogengemeinde Chevrat Jehudej Italjah li-Fʿullah Ruchanit (חֶבְרַת יְהוּדִיֵ אִיטַלְיָה לִפְעֻלָּה רוּחָנִית deutsch ‚Gesellschaft der Juden Italiens für geistliches Tun‘) in Jerusalem beschloss für ihre zu errichtende Gebetsstätte, das Intérieur einer verwaisten italienischen Synagoge wiederzuverwenden. Federico Luzzatto brachte dazu im Kreis der späteren Gemeindegründer schon 1944 die Synagoge Coneglianos ins Gespräch.:45 Der Vorstand der Comunità ebraica di Venezia, die die Liegenschaften der aufgelösten Synagogengemeinde Conegliano betreute, und Venedigs Hauptrabbiner Elio Toaff, dessen Bruder Renzo Toaff seit 1946 einer der Parnassim (Vorsteher) der Chevrat Jehudej Italjah war, genehmigten am 7. Oktober 1948 die Übergabe des Inventars der Synagoge.
Das gesamte barocke Intérieur und alles Inventar der Synagoge wurden 1949 geborgen und würden sicher verpackt 1951 verschifft, während sie selbst 1950 abgerissen wurde. Intérieur und Inventar wurden 1951/1952 im Tempio Italiano in Jerusalem eingebaut,:48 der dadurch, was die Ausstattung angeht, die älteste Synagoge der heiligen Stadt wurde, nachdem nichtjüdische arabische Eroberer des Jüdischen Viertels der Altstadt in ihrem Zerstörungsfuror dort 1948 und 1949 systematisch 34 Synagogen, darunter alle historisch bedeutenden der Stadt, vernichtet hatten.

## Veranstaltungen
Jedes Jahr im Juni findet im Zentrum von Conegliano die Dama Castellana statt, eine lebendige Dame-Partie mit historischen Kostümen aus der Renaissance. Im September wird in mehreren traditionellen Lokalen die sogenannte Enodama gespielt. Auch hier handelt es sich um ein Dame-Spiel, dabei werden die Steine durch mit Weißwein und Rotwein gefüllte Gläser ersetzt.

## Persönlichkeiten

### Söhne und Töchter der Stadt
- Niccolo Roccabonella (14./15. Jh.), Arzt und Autor einer Kräuterbuch-Handschrift
- Giovanni Battista Cima genannt Cima da Conegliano, (1459–1518), Maler der Renaissance
- Francesco Beccaruzzi (* um 1492; † um 1563), Maler
- Maddalena Montalban (1820–1869), bedeutendste Republikanerin und Streiterin für Venedigs Unabhängigkeit
- Luigi Tezza (1841–1923), Ordensgeistlicher und Ordensgründer; Seliger
- Friederike Koch von Langentreu (1866–1941), österreichische Malerin, Grafikerin und Keramikerin
- Ugo Cerletti (1877–1963), Psychiater und Neurologe
- Elio Bartolini (1922–2006), Schriftsteller, Drehbuchautor und Filmregisseur
- Clara Colosimo (1922–1994), Schauspielerin
- Andrea Barro (1931–2018), Radrennfahrer
- Maurizio Sacconi (* 1950), Politiker (Il Popolo della Libertà)
- Giorgio Fabris (* 1953), Regisseur, Filmproduzent und Schriftsteller
- Luca Zaia (* 1968), Politiker, ehemaliger Landwirtschaftsminister und seit 2010 Präsident von Venetien
- Renzo Furlan (* 1970), Tennisspieler
- Mauro Sartori (* 1970), Basketballspieler und - manager
- Marzio Bruseghin (* 1974), Radrennfahrer
- Alessandro Del Piero (* 1974), Fußballspieler
- Mauro Da Dalto (* 1981), Radrennfahrer
- Marco Donadel (* 1983), Fußballspieler
- Fabrizio Crestani (* 1987), Rennfahrer
- Sacha Modolo (* 1987), Straßenradrennfahrer
- Alessandra Patelli (* 1991), Ruderin
- Andrea Vendrame (* 1994), Radrennfahrer
- Federico Guzzo (* 2001), Radrennfahrer

### Mit Beziehung zur Stadt
- Bon-Adrien-Jeannot de Moncey  (1754–1842), von Napoleon Bonaparte zum französischen Herzog von Conegliano ernannt